# 長澤真澄
長澤 真澄（ながさわ ますみ）は東京都出身のハープ奏者。

## 来歴
外交官だった父の仕事のため、5歳から10歳までオランダで暮らす。日本に帰国後、ハープを渡辺万理、桑島すみれに師事。17歳の時にオランダに再び渡りマースリヒト音楽院に留学。フィア・ベルグハウトのもとで学ぶ。同音楽院のソリスト試験を最高点で卒業し、続いて優れた演奏家に与えられる特別賞「Prix d'Exellence」を受ける。クラシックのみならず幅広いレパートリーをこなし、多くの現代曲の世界初演にも携わっている。またアイリッシュハープ、シングル・アクション・ペダルハープ、日本の奈良時代のハープである箜篌など様々なハープも研究し演奏している。

### ヨーロッパでの活動
ソロ・コンサートの他にコンセルトヘボウ室内管弦楽団、ケンブリッジ・セントジョーンズカレッジ合唱団などとソリストとして共演。また、欧州各地での音楽祭に招かれ演奏。2004年と2008年には世界的なメゾソプラノ歌手チェチーリア・バルトリのツアーに参加。

### 日本での活動
オーケストラとの共演やリサイタルの他に、「題名のない音楽会21」「Music Soul」（共にテレビ朝日系）などテレビやラジオにも度々出演している。

### 近況
18世紀後半から19世紀中のハープの演奏法の研究で2018年のイギリスのリーズ大学より博士号を取得。シングル・アクション・ペダルハープを中心とした活動に特に力を入れている。近年はザルツブルグのモーツァルテウム、ウィーン音楽大学、ロンドンのロイヤルアカデミー、ギルドホール、プラハ音楽院など数々の学校でマスタークラスを行っている。ドイツのデトモルト音楽大学ではここ数年講師として定期的に教鞭を取っている。
この楽器ではソロやアンサンブルの他、フライブルク・バロックオーケストラ、バルタザール・ノイマンアンサンブルなどのバロックオーケストラとも演奏している。
演奏会のほかCD製作も精力的に行っている。オランダのレーベルからもCDを発表している。特に、エトセトラから発売されているシングルアクションハープのシリーズは、自ら企画を手がけている。
2008年9月にはパリで行われたリリー・ラスキーヌ国際ハープコンクールで審査員を務める。

## 受賞歴
- 音楽新聞社主催村松賞音楽部門大賞

## 教鞭
- デトモルト音楽大学

## ディスコグラフィー
- はるかなる国エーリン（東芝EMI CZ32-9069）
- 響宴（東芝EMI TOCZ-9110）
- 天使の祭典（東芝EMI TOCZ-9179）
- 朝の詩（うた）（東芝EMI TOCZ-9267）
- 夜の詩（うた）（東芝EMI TOCZ-9246）
- ファー　アンド　アウェイ（東芝EMI TOCT25578）　ベスト盤
- モーツァルト：フルートと管弦楽のための作品全集　有田正広（指揮／フラウト・トラヴェルソ）、長澤真澄（シングルアクションハープ）（COGQ-21-22）
- Amuse（Etcetera KTC1263）
- Grand Desserts (The world of J.L.Dussek) with Richard Egarr (fortepiano) （Etcetera KTC1270）
- Souper Galant with Alfredo Bernardini (baroque oboe) （Etcetera KTC1293）
- Amusette Douce Seven sonatas by Naderman on Naderman single-action harp 1815（Etcetera KTC1341）
- L'arome de L'est Harp Music from Eastern Europe and beyond (Etcetera KTC1362)
- "モーツァルト＆ペトリーニ：初期ソナタ集" 　寺神戸亮(バロック・ヴァイオリン)　(Etcetera KTC1404)
- Deux à Deux with Teunis van der Zwart (natural horn) (Etcetera KTC1430)
- “Madame et Monsieur Dussek” (Etcetera KTC1439)
- "Jan Ladislav Dussek Duos for Harp and Piano Forte" with Richard Egarr (fortepiano) (Etcetera KTC1436)
- W.A. Mozart, Flute and Harp concerto KV 299 (Globe, 2006) traverso; Marten Root
- Franzöissche Harfenkonzerte, D’Alvimare, Petrini, Steibelt (Ars Produktion, 2012) Kölner akademie
- Louis Spohr; 3 sonates for harp and violin (BIS, 2018) Violin; Cecilia Bernardini